# Angianthus
Angianthus J.C. Wendl. – rodzaj roślin z rodziny astrowatych (Asteraceae). Obejmuje co najmniej 19 gatunków występujących naturalnie w Australii.

## Systematyka
Pozycja według APweb (aktualizowany system APG III z 2009)
Jeden z rodzajów plemienia Gnaphalieae z podrodziny Asteroideae w obrębie rodziny astrowatych (Asteraceae) z rzędu astrowców (Asterales) należącego do dwuliściennych właściwych.
Wykaz gatunków
| - Angianthus acrohyalinus Morrison - Angianthus brachypappus F.Muell. - Angianthus conocephalus (J.M.Black) P.S.Short - Angianthus cornutus P.S.Short - Angianthus cunninghamii (DC.) Benth. - Angianthus cyathifer P.S.Short - Angianthus drummondii (Turcz.) Benth. - Angianthus glabratus P.S.Short - Angianthus halophilus Keighery - Angianthus microcephalus (F.Muell.) Benth. | - Angianthus micropodioides (Benth.) Benth. - Angianthus milnei Benth. - Angianthus newbeyi P.S.Short - Angianthus platycephalus Benth. - Angianthus preissianus (Steetz) Benth. - Angianthus prostratus P.S.Short - Angianthus pygmaeus (A.Gray) Benth. - Angianthus tomentosus J.C.Wendl. - Angianthus uniflorus P.S.Short |